# LZ 30

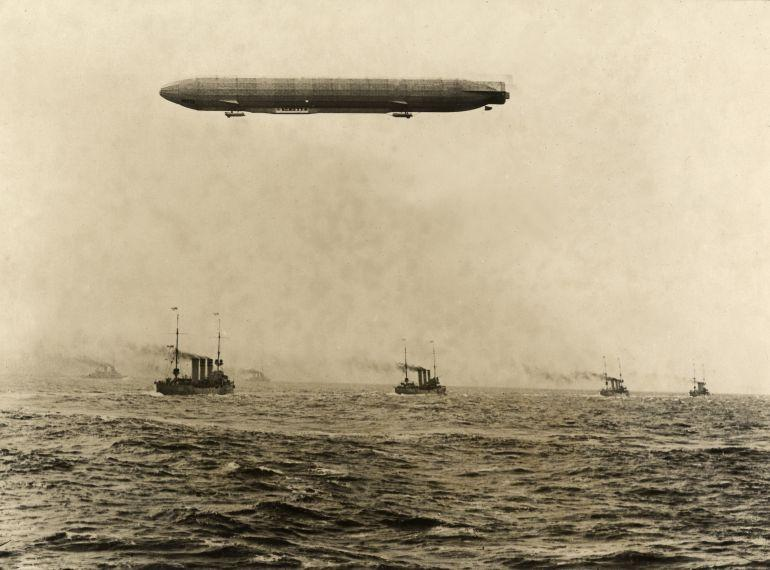
Zeppelin LZ 30 Hansa während Flottenmanöver in der Nordsee kurz vor dem Ersten Weltkrieg. Militärische Bezeichnung Z XI

Der Zeppelin LZ 30 war das 30. Luftschiff des Grafen Zeppelin und das vierzehnte Luftschiff des deutschen Heeres. Es wurde als Luftschiff Z XI vom November 1914 bis zum Mai 1915 eingesetzt.

## Geschichte
Die erste Fahrt von LZ 30 fand am 15. November 1914 statt. Das Heer übernahm das Luftschiff unter der militärischen Kennung Z XI.
Z XI wurde für seinen Kriegseinsatz in Posen stationiert. Von dort aus fuhr das Luftschiff Bombenangriffe unter anderem auf Warschau, Grodno und Kauen.
Am 20. Mai 1915 wurde Z XI beim Ausbringen aus der Halle in Posen beschädigt und durch widrige Winde abgetrieben. Beim Niedergehen entzündete sich das Luftschiff und verbrannte.
Die Gondel befindet sich im Musée Royal de l’Armée in Brüssel, welche sich nun als Leihgabe im Zeppelin Museum in Friedrichshafen befindet.

## Technische Daten
- Traggasvolumen: 22.500 m³ Wasserstoff
- Länge: 158,0 m
- Durchmesser: 14,90 m
- Nutzlast: 9,2 t
- Antrieb: drei Maybach-Motoren von je 210 PS (154 kW)
- Geschwindigkeit: 22,5 m/s (81 km/h)